# 광개토대왕 동상
광개토대왕 동상은 대한민국 경기도 구리시 교문2동 광개토대왕광장에 있는 고구려 광개토대왕의 동상이다.
광개토대왕 동상은 경기도 구리시에서 2002년 고구려 왕족 후손들의 DNA 유전자와 얼굴상을 바탕으로 경기도 구리시 교문동에 세웠으며 동상이 위치한 광장도 광개토대왕 광장이 되었다.
대한민국에서는 최초로 세워진 이 동상은 높이가 4.05m, 너비가 2.7m인 청동입상으로 2002년 3월 2일 세워졌다. 동상의 얼굴은 30대의 모습이며 머리에는 관모를 쓰고 오른손에는 태양을 상징하는 세발까마귀(삼족오)가 새겨진 알을 들고 있다.